# گمینا مایدان کرولوسکی
گمینا مایدان کرولوسکی (به لهستانی:  Gmina Majdan Królewski) یک گمینا در لهستان است که در شهرستان کولبوشووا واقع شده‌است. گمینا مایدان کرولوسکی ۱۵۵٫۸ کیلومتر مربع مساحت و ۹٬۶۳۴ نفر جمعیت دارد.